# Parc Merveilleux
Parc Merveilleux is een dierentuin en attractiepark in Bettembourg, Groothertogdom Luxemburg. Het is de enige dierentuin in Luxemburg, als men het aquarium in Wasserbillig en de vlindertuin in Grevenmacher niet meerekent.

## Opzet
Het park is een combinatie van een dierentuin, sprookjesbos en pretpark, gericht op de wat kleinere kinderen. De dieren zijn gerangschikt naar continent. Verder is er een centraal gelegen (zelfbedienings)restaurant, en twee speeltuinen. Voor een dierentuin is het Parc niet erg groot, en in een dag(deel) is alles wel te zien. De kleinere opzet maakt het park wel weer aantrekkelijker voor kleinere kinderen.

### Dierenpark
Het dierenpark is naar continent gerangschikt. Er zijn onder andere emoes, geiten, varkens, Poitou-ezels, capibara's, en stekelvarkens. Verder zijn er twee hallen, namelijk de Zuid-Amerikahal Amazonia en de Madagaskarhal Mahajanga. In Amazonia kunnen de doodshoofdaapjes vrijelijk tussen het publiek door lopen, enigszins te vergelijken met Apenheul. De terraria en aquaria van Amazonia en Mahajanga, met hun sidderalen, schildpadden, vogelspinnen, vleermuizen en inheemse planten doen weer enigszins aan de opzet van Burger's Zoo denken. Er zijn verder verschillende volières met vogels.

### Pretpark
Het pretpark is gericht op de kleinere kinderen en bevat onder meer raceautootjes, (mechanisch) paardrijden, een treintje. Deze attracties zijn overigens niet gratis en kosten 1 euro per keer.

### Speeltuinen
Parc Merveilleux bevat twee speeltuinen. Een is een klim- en klauterconstructie met glijbanen nabij het restaurant. De tweede bevindt zich in het bosgedeelte en bevat op zich zelf staande attracties. Opmerkelijk is dat de speeltuin bij het restaurant ook een watergedeelte heeft, waar de kinderen water kunnen oppompen en door kanaaltjes kunnen laten lopen. Een soortgelijke constructie is ook aangelegd in het park Monterey in Luxemburg-stad. 

### Kinderboerderij
Parc Merveilleux bevat een kinderboerderij waar de kinderen tussen de geiten door kunnen lopen en ze eventueel (met speciaal voer) kunnen voederen.

### Sprookjespark
Het sprookjesbos bevat huisjes met achter glas uitbeeldingen van verschillende sprookjes. Voorbeelden zijn Roodkapje, Sneeuwwitje en Assepoester. Ook is er een echoput.

## Educatief
Parc Merveilleux legt een belangrijke nadruk op het educatieve element. Ieder jaar zijn er campagnes met lesmateriaal. Daarbij zijn er overal informatieve borden die aangeven waarom dieren op een bepaalde manier gehuisvest zijn en bepaalde dingen doen. 

## Voederen
Het voeren van de dieren is, zoals in alle dierentuinen, in principe streng verboden. De dieren staan immers op een speciaal dieet en meegebrachte etenswaren kunnen schadelijk of giftig zijn, vooral als alle bezoekers de dieren voeren. Wel is het mogelijk bepaalde dieren te voeren met in het park tegen betaling verkrijgbaar voer. Dit voer is plantaardig, en men kan hier onder andere de geiten, varkens, lama's en capibara's met de hand mee voeren.